# When Knights Were Cold
When Knights Were Cold est un film américain réalisé par Frank Fouce avec Stan Laurel, sorti en 1923.

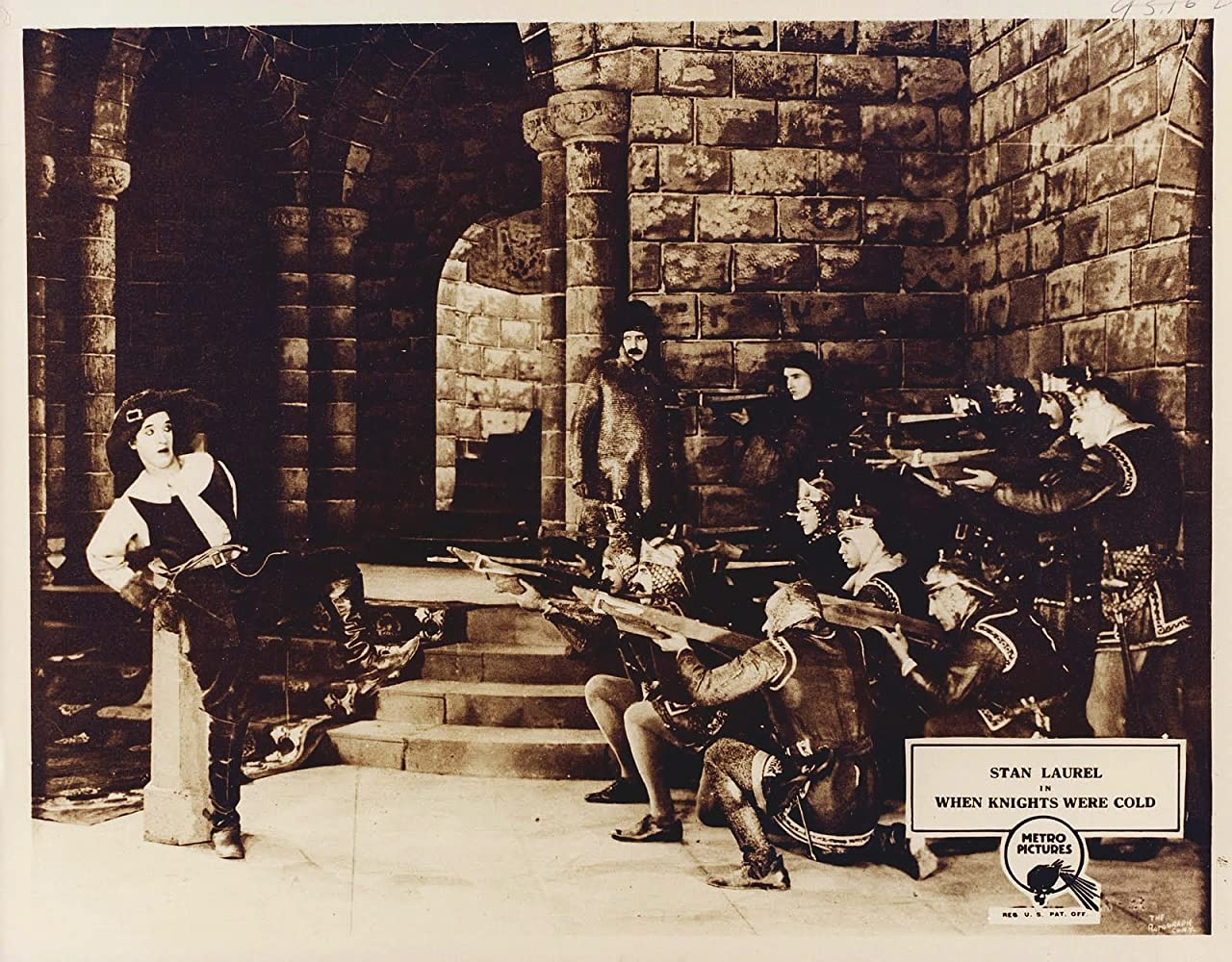
Stan Laurel (à gauche) dans une scène du film.

C'est une parodie du film de 1922 Sur les marches d'un trône (When Knighthood Was in Flower) de Robert G. Vignola avec Marion Davies.

## Synopsis
Lord Helpus est une sorte de Robin des Bois dans une ville médiévale fortifiée. Il est poursuivi par un groupe de chevaliers, et les combat à la façon de Douglas Fairbanks, une douzaine à la fois, puis defait son rival dans un duel, avant de se marier avec la princesse.

## Fiche technique
- Réalisation : Frank Fouce et/ou Gilbert M. Anderson[2]
- Scénario : Tom Miranda
- Producteur : Broncho Billy Anderson
- Société de production : Quality Film Productions
- Photographie : Irving G. Ries
- Distributeur : Metro Pictures Corporation
- Durée : 20 minutes
- Date de sortie : 12 février 1923

## Distribution
- Stan Laurel : Lord Helpus, un chevalier endormi
- Mae Laurel : Contesse Out
- Catherine Bennett : Princesse Elizabeth New Jersey
- Scotty MacGregor : Sir Chief Raspberry, a Rough Knight
- Billy Armstrong : Earl of Tabasco, a Hot Knight
- Will Bovis : Duc de Sirloin
- Stanhope Wheatcroft : Prince de Pluto, un mauvais chevalier
- Harry De More : King Epsom, un gentil chevalier
- Dot Farley